# Cazaugitat
Cazaugitat (Casau Gitat en gascon) est une commune du Sud-Ouest de la France, située dans le département de la Gironde en région Nouvelle-Aquitaine.

## Géographie

### Localisation
Situé dans l'Entre-deux-Mers, la commune se trouve à 57 km à l'est-sud-est de Bordeaux, chef-lieu du département, à 33 km au nord-est de Langon, chef-lieu d'arrondissement et à 8,5 km au sud-ouest de Pellegrue, ancien chef-lieu de canton.

### Communes limitrophes
Les communes limitrophes sont Auriolles au nord-est, Saint-Ferme au sud-est, Rimons au sud-sud-est, Caumont au sud-ouest, Cleyrac à l'ouest, Mauriac au nord-ouest et Soussac au nord.
| Mauriac | Soussac    | Auriolles          |
| Cleyrac | Cazaugitat |                    |
| Caumont |            | Saint-Ferme Rimons |

### Climat
Pour des articles plus généraux, voir Climat de la Nouvelle-Aquitaine et Climat de la Gironde.
Historiquement, la commune est exposée à un climat océanique aquitain.  
En 2020, Météo-France publie une typologie des climats de la France métropolitaine dans laquelle la commune est exposée à un climat océanique et est dans la région climatique  Aquitaine, Gascogne, caractérisée par une pluviométrie abondante au printemps, modérée en automne, un faible ensoleillement au printemps, un été chaud (19,5 °C), des vents faibles, des brouillards fréquents en automne et en hiver et des orages fréquents en été (15 à 20 jours).
Pour la période 1971-2000, la température annuelle moyenne est de 12,8 °C, avec une amplitude thermique annuelle de 15,2 °C. Le cumul annuel moyen de précipitations est de 825 mm, avec 11,7 jours de précipitations en janvier et 6,8 jours en juillet. Pour la période 1991-2020, la température moyenne annuelle observée sur la station météorologique la plus proche, située sur la commune de Talence à 8 km à vol d'oiseau, est de 14,3 °C et le cumul annuel moyen de précipitations est de 884,0 mm,. Pour l'avenir, les paramètres climatiques de la commune estimés pour 2050 selon différents scénarios d’émission de gaz à effet de serre sont consultables sur un site dédié publié par Météo-France en novembre 2022.

## Urbanisme

### Typologie
Au 1er janvier 2024, Cazaugitat est catégorisée commune rurale à habitat très dispersé, selon la nouvelle grille communale de densité à sept niveaux définie par l'Insee en 2022.
Elle est située hors unité urbaine et hors attraction des villes,.

### Occupation des sols

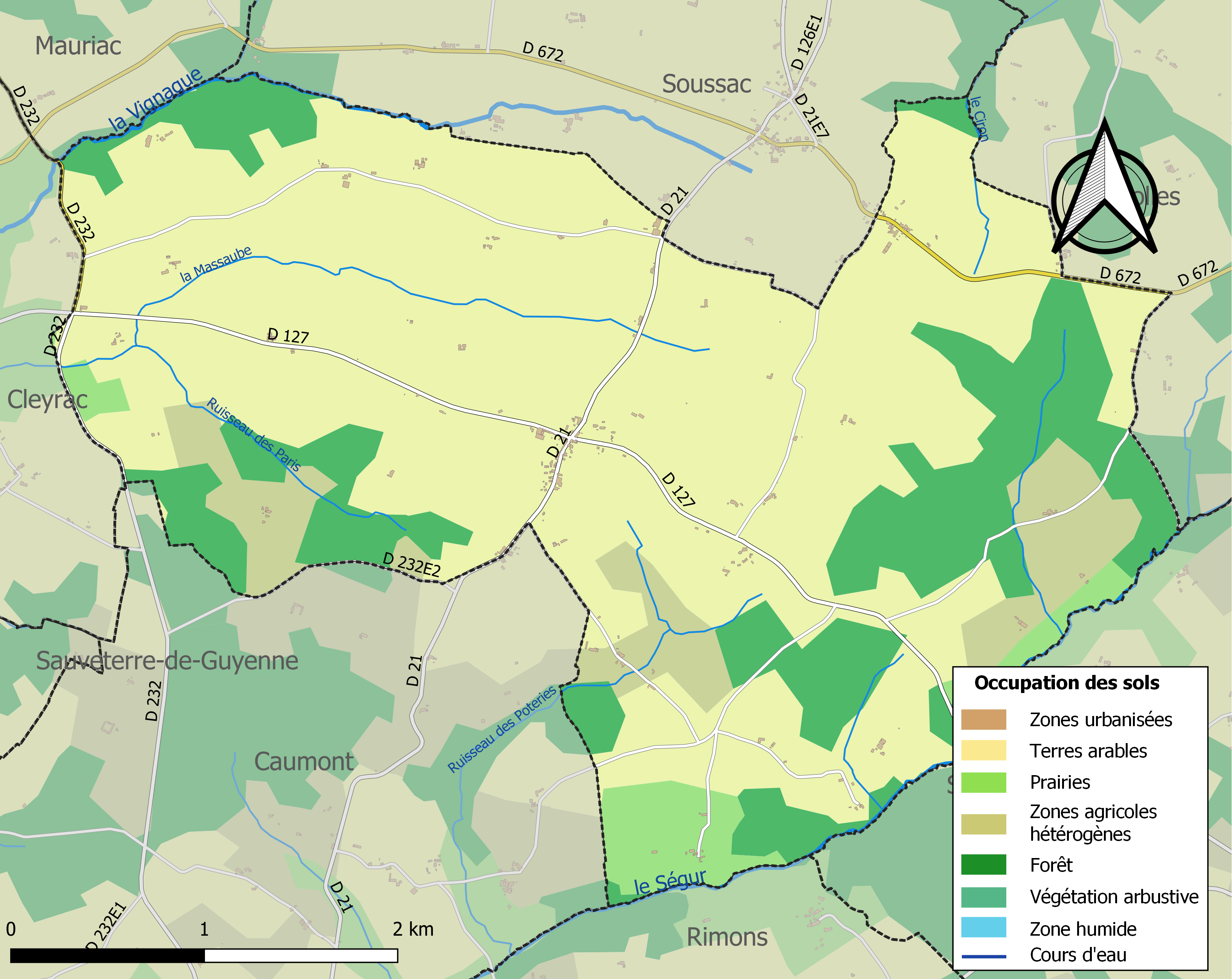
Carte des infrastructures et de l'occupation des sols de la commune en 2018 (CLC).

L'occupation des sols de la commune, telle qu'elle ressort de la base de données européenne d’occupation biophysique des sols Corine Land Cover (CLC), est marquée par l'importance des territoires agricoles (80,6 % en 2018), en augmentation par rapport à 1990 (78,9 %). La répartition détaillée en 2018 est la suivante : 
cultures permanentes (68,1 %), forêts (19,4 %), zones agricoles hétérogènes (8 %), prairies (4,4 %). L'évolution de l’occupation des sols de la commune et de ses infrastructures peut être observée sur les différentes représentations cartographiques du territoire : la carte de Cassini (XVIIIe siècle), la carte d'état-major (1820-1866) et les cartes ou photos aériennes de l'IGN pour la période actuelle (1950 à aujourd'hui).

### Voies de communication et transports
Les principales voies de communication routière sont la route départementale D21 qui mène vers le nord à Soussac et Saint-Antoine-du-Queyret et vers le sud à Caumont et au-delà à La Réole et la route départementale D127 qui mène vers l'ouest à Cleyrac et au-delà à Blasimon et vers le sud-est à Saint-Ferme ; ces deux routes se croisent dans le village.
L'accès à l'autoroute A62 (Bordeaux-Toulouse) le plus proche est celui de  4 La Réole qui se situe à 26 km vers le sud-sud-ouest.

L'accès  1 Bazas à l'autoroute A65 (Langon-Pau) se situe à 45 km vers le sud-ouest.

L'accès le plus proche à l'autoroute A89 (Bordeaux-Lyon) est celui de l'échangeur autoroutier  avec la route nationale 89 qui se situe à 35 km vers le nord-ouest.
La gare SNCF la plus proche est celle, distante de 17 km par la route vers le sud-sud-ouest, de La Réole sur la ligne Bordeaux-Sète du TER Nouvelle-Aquitaine.

### Risques majeurs
Le territoire de la commune de Cazaugitat est vulnérable à différents aléas naturels : météorologiques (tempête, orage, neige, grand froid, canicule ou sécheresse), inondations et séisme (sismicité très faible). Un site publié par le BRGM permet d'évaluer simplement et rapidement les risques d'un bien localisé soit par son adresse soit par le numéro de sa parcelle.
La commune a été reconnue en état de catastrophe naturelle au titre des dommages causés par les inondations et coulées de boue survenues en 1982, 1999, 2009 et 2018,.

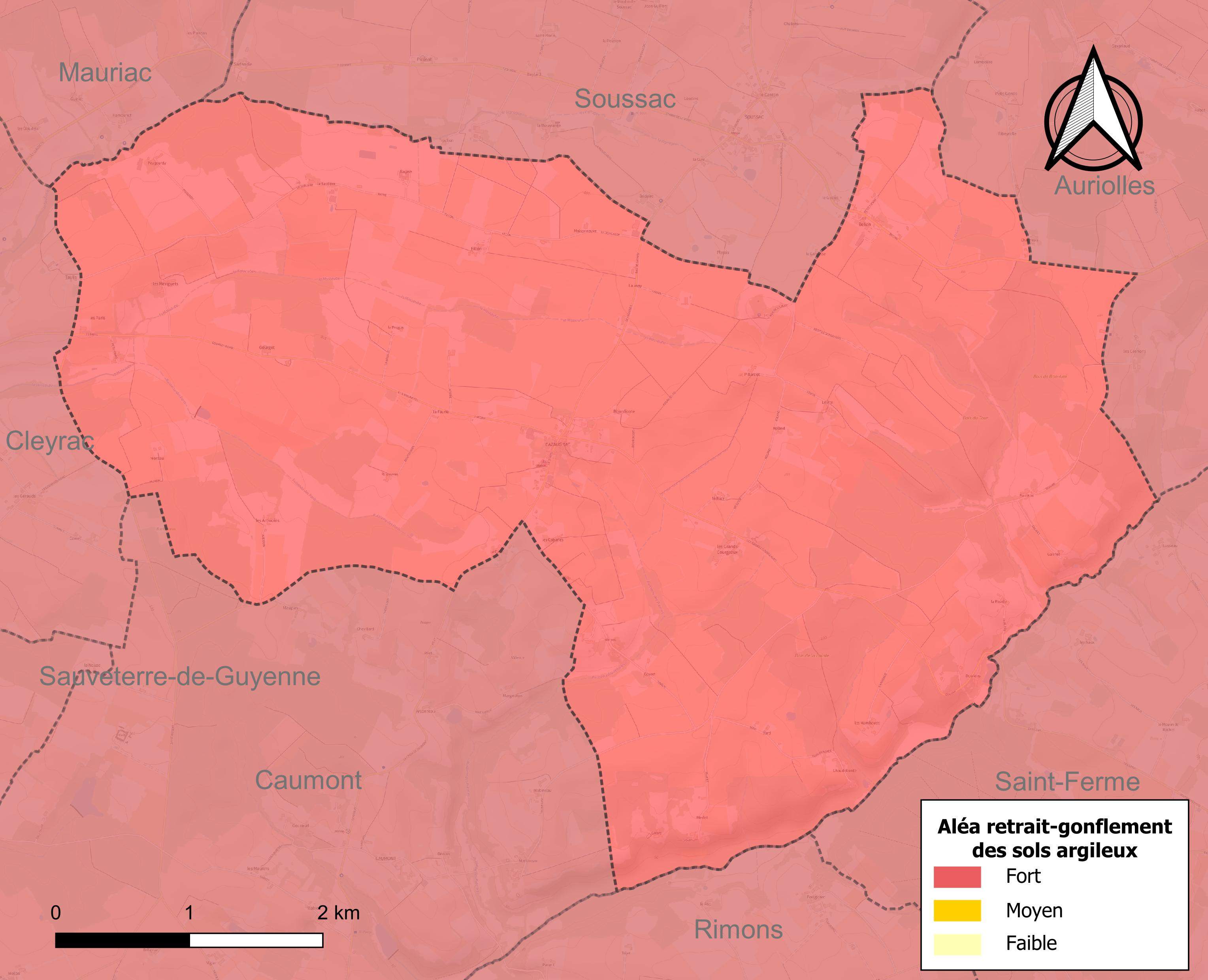
Carte des zones d'aléa retrait-gonflement des sols argileux de Cazaugitat.

Le retrait-gonflement des sols argileux est susceptible d'engendrer des dommages importants aux bâtiments en cas d’alternance de périodes de sécheresse et de pluie. La totalité de la commune est en aléa moyen ou fort (67,4 % au niveau départemental et 48,5 % au niveau national). Sur les 132 bâtiments dénombrés sur la commune en 2019, 132 sont en aléa moyen ou fort, soit 100 %, à comparer aux 84 % au niveau départemental et 54 % au niveau national. Une cartographie de l'exposition du territoire national au retrait gonflement des sols argileux est disponible sur le site du BRGM,.
Par ailleurs, afin de mieux appréhender le risque d’affaissement de terrain, l'inventaire national des cavités souterraines permet de localiser celles situées sur la commune.
Concernant les mouvements de terrains, la commune a été reconnue en état de catastrophe naturelle au titre des dommages causés par la sécheresse en 2003, 2011 et 2017 et par des mouvements de terrain en 1999.

## Toponymie
Le nom de Cazaugitat vient du gascon casau (jardin) et gitat (jeté). Le nom de jardin jeté fait référence aux grands nombres de jonquilles et autres fleurs sauvages poussant autour de la butte de Launay, point culminant de la commune et de l'Entre-Deux-Mers.

## Histoire
À la Révolution, la paroisse Saint-Pierre de Cazaugitat forme la commune de Cazaugitat.

## Politique et administration
| Période                                  | Période   | Identité        | Étiquette | Qualité  |
| ---------------------------------------- | --------- | --------------- | --------- | -------- |
| mars 2001                                | mars 2020 | Raymond Rebière | PS        | Retraité |
| 2020                                     | En cours  | Daniel Duprat   |           |          |
| Les données manquantes sont à compléter. |           |                 |           |          |

### Communauté de communes
Le 1er janvier 2014, la communauté de communes du Pays de Pellegrue ayant été supprimée, la commune de Cazaugitat s'est retrouvée intégrée à la communauté de communes du Sauveterrois siégeant à Sauveterre-de-Guyenne.
Elle intègre ensuite la Communauté des communes rurales de l'Entre-Deux-Mers le 1er janvier 2017.

## Démographie
L'évolution du nombre d'habitants est connue à travers les recensements de la population effectués dans la commune depuis 1793. Pour les communes de moins de 10 000 habitants, une enquête de recensement portant sur toute la population est réalisée tous les cinq ans, les populations de référence des années intermédiaires étant quant à elles estimées par interpolation ou extrapolation. Pour la commune, le premier recensement exhaustif entrant dans le cadre du nouveau dispositif a été réalisé en 2004.

En 2022, la commune comptait 212 habitants, en évolution de −16,21 % par rapport à 2016 (Gironde : +6,91 %, France hors Mayotte : +2,11 %).
| 1793 | 1800 | 1806 | 1821 | 1831 | 1836 | 1841 | 1846 | 1851 |
| ---- | ---- | ---- | ---- | ---- | ---- | ---- | ---- | ---- |
| 630  | 519  | 606  | 584  | 641  | 555  | 578  | 539  | 522  |

| 1856 | 1861 | 1866 | 1872 | 1876 | 1881 | 1886 | 1891 | 1896 |
| ---- | ---- | ---- | ---- | ---- | ---- | ---- | ---- | ---- |
| 489  | 484  | 453  | 453  | 469  | 472  | 438  | 388  | 444  |

| 1901 | 1906 | 1911 | 1921 | 1926 | 1931 | 1936 | 1946 | 1954 |
| ---- | ---- | ---- | ---- | ---- | ---- | ---- | ---- | ---- |
| 508  | 505  | 510  | 441  | 431  | 431  | 398  | 416  | 399  |

| 1962 | 1968 | 1975 | 1982 | 1990 | 1999 | 2004 | 2006 | 2009 |
| ---- | ---- | ---- | ---- | ---- | ---- | ---- | ---- | ---- |
| 352  | 323  | 294  | 236  | 212  | 223  | 249  | 247  | 253  |

| 2014 | 2019 | 2022 | - | - | - | - | - | - |
| ---- | ---- | ---- | - | - | - | - | - | - |
| 245  | 225  | 212  | - | - | - | - | - | - |

## Économie
Situé dans l'Entre-deux-Mers, le vignoble de la commune donne un Bordeaux AOC rouge qui a l'appellation générique Bordeaux supérieur.

## Lieux et monuments
L'église Saint-Pierre possède un chevet roman ; elle se distingue par son clocher-mur surmonté de trois clochetons.

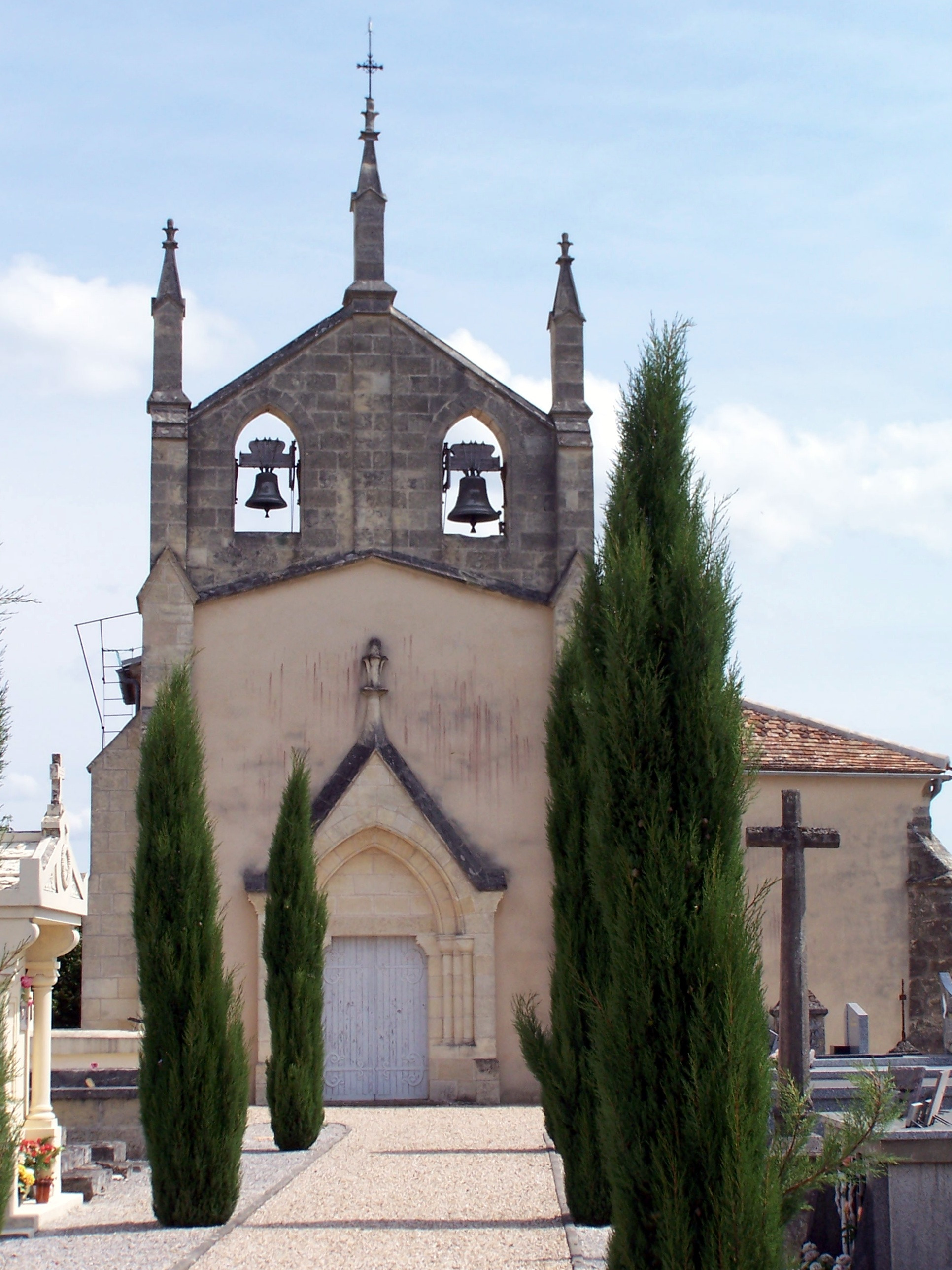
Façade ouest de l'église Saint-Pierre (sept. 2012)
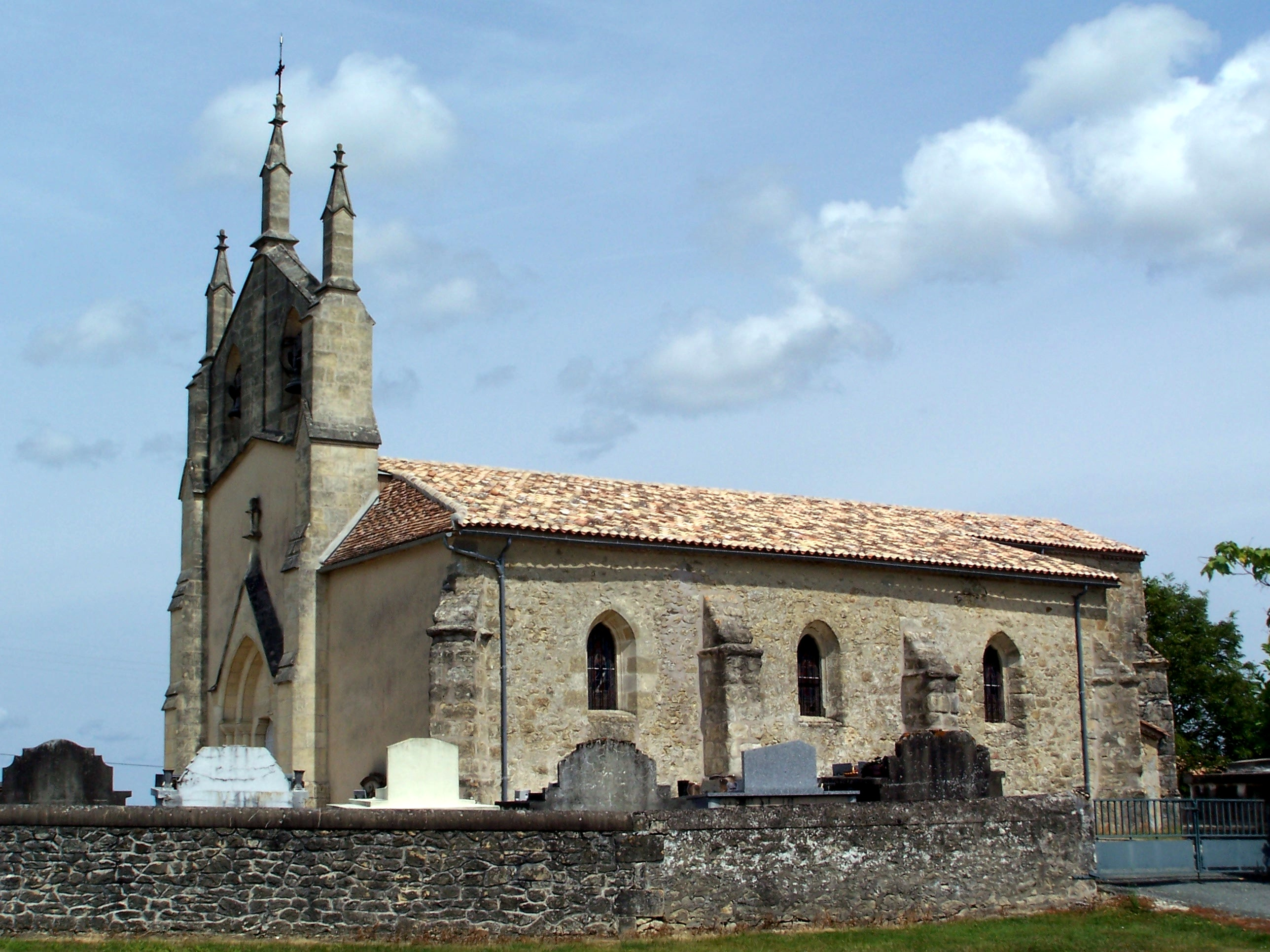
Vue au sud (sept. 2012)
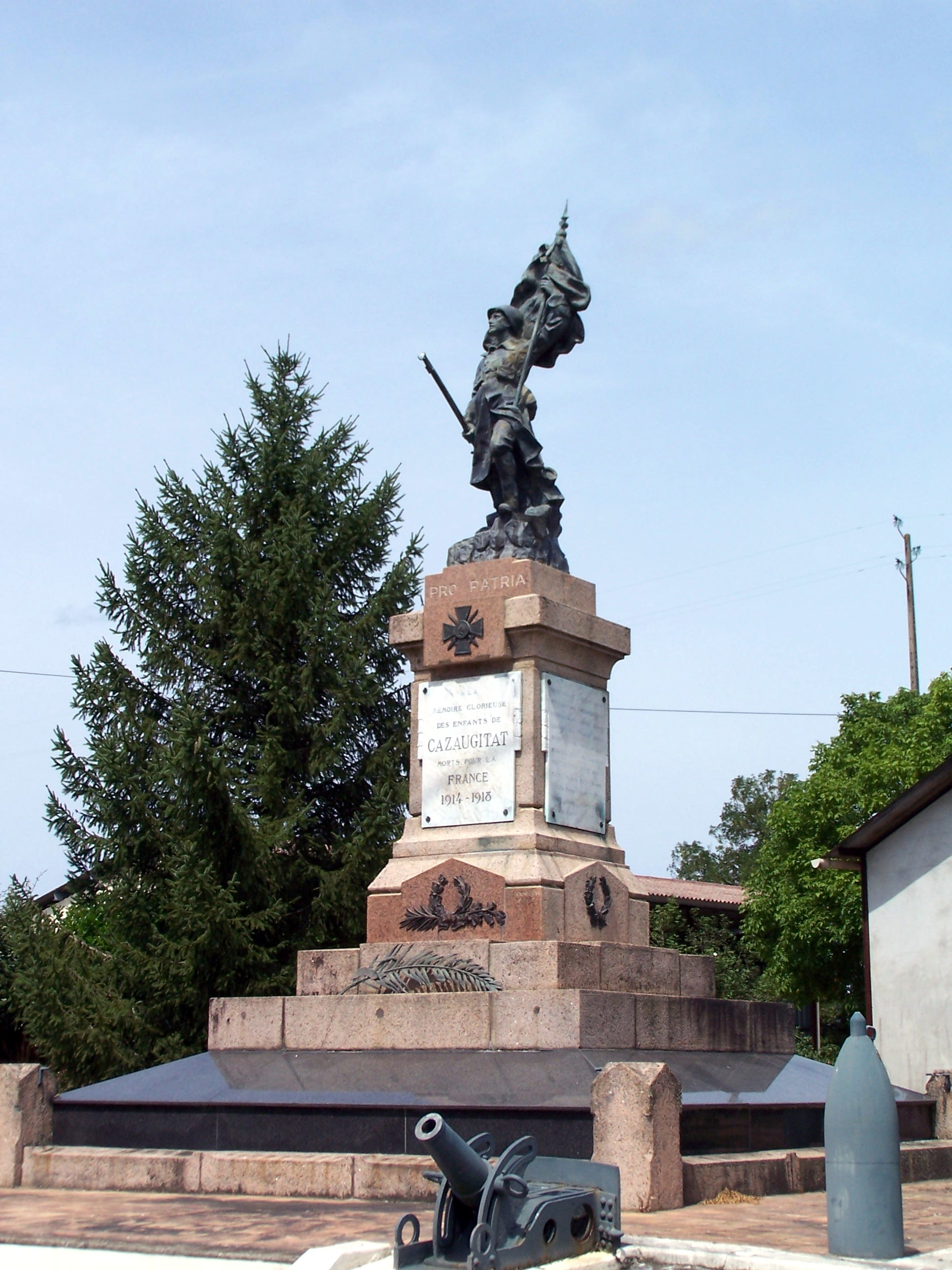
Le monument aux morts (sept. 2012)

### Patrimoine naturel
La butte de Launay est un site naturel remarquable géré par le conservatoire d'espaces naturels d'Aquitaine. Point culminant de l'Entre-deux-Mers, ce site est connu de longue date des naturalistes girondins et des promeneurs pour son grand intérêt écologique et paysager.